# Бенедикционал святого Этельвольда
Бенедикционал святого Этельвольда (англ. Benedictional of St. Æthelwold, Additional MS 49598) — иллюминированный бенедикционал X века, важнейшее из сохранившихся произведений англосаксонской уинчестерской школы иллюминирования. Он содержит различные понтификальные благословения, читаемые во время мессы в различные дни литургического года, а также по случаю освящения свечей на Сретение Господне. Рукопись была создана монахом Годеманом по просьбе Этельвольда, епископа Уинчестерского. Рукопись роскошно украшена и считается общепризнанным шедевром англосаксонского искусства. Она состоит из 119 пергаментных лестов, на которых расположены 28 полностраничных миниатюр, 19 страниц с рамкой вокруг текста и два инициала, один из которых в рамке. Поскольку не всё, что полагалось включить в книгу, в ней присутствует, предполагается, что в ней должно было ещё быть 15 страниц с миниатюрами и ещё больше обрамлённых страниц. При создании рукописи использовался широкий спектр красок, часто применялось раскрашивание поверх другого цвета для усиления эффекта. Использовано много золота и серебра. Стиль характеризуется яркими цветами, обильным акантовым орнаментом, и фигурами, часто выходящими за отведённые им рамки.
Бенедикционал был создан в период между 963 и 984 годами, когда пост епископа Уинчестерского занимал святой Этельвольд. Поскольку благословение на день святого Свитуна упоминает о чудесах, связанных с этим святым, то по мнению исследователей этот текст не мог появиться раньше перенесения его мощей мощей 15 июля 971 года. Упоминание святой Этельреды указывает на то, что рукопись была создана после 970 года, после переоснования аббатства Или, первоначально основанного Этельредой. Наконец, влияние молитвенника Этельвольда прослеживают в созданном около 979 года молитвеннике Леофрика.
Писец Годеман был монахом Олд Минстера в Уинчестере и мог относиться к той группе монахов из Абингдона, которых Этельвольд привёл в Уинчестерский собор, чтобы заменить бывших там до этого каноников. В 973 году Этельвольд переселил Годемана в новооснованное Торнейское аббатство, либо как своего представителя либо как самостоятельного аббата. После смерти Этельвольда Годеман продолжил служить аббатом в Торнее. «Красная торнейская книга» называет Годемана личным капелланом Этельвольда.
Предполагается, что бенедикционал оставался в Уинчестере после смерти Этельвольда, по крайней мере перечень XV века реликвий Хайдского аббатства, расположенного рядом с этим городом, содержит эту рукопись. В XVII веке она находилась в собственности Генри Комптона, мастера госпиталя Святого Креста, позднее ставшего епископом Оксфорда (с 1674 года) и Лондона (с 1676 года). Комптон умер в 1713 году и рукопись перешла к его племяннику Хаттону Комптону, лейтенанту Тауэра. Последний передал рукопись Уильяму Кавендишу, второму герцогу Девонширскому, у наследников которого её купил Британский музей.